# Primnoisis fragilis
Primnoisis fragilis is een zachte koraalsoort uit de familie Isididae. De koraalsoort komt uit het geslacht Primnoisis. Primnoisis fragilis werd in 1919 voor het eerst wetenschappelijk beschreven door Kükenthal. 